# Hilton Park Hall
Hilton Park Hall é um palácio rural, do século XVIII, actualmente utilizado como Centro de Escritórios e Negócios. Localiza-se em Hilton, nas proximidades de Wolverhampton, no Staffordshire , Inglaterra. É um listed building classificado com o Grau I.
Originalmente residência da família Swinnerton, o solar foi adquirido pela família Vernon por casamento em 1547. O edifício foi construido, no Estilo Georgiano inicial, para substituir um solar anterior, por volta de 1720, por Henry Vernon, Alto Xerife de Staffordshire. O conjunto apresenta três pisos. O bloco central, de cinco secções e cujo centro carrega pilastras decoradas e um frontão ornamentado, é flanqueado por duas alas de três secções, que possuem igualmente pilastras decoradas.
A família Vernon ergueu uma invulgar torre octogonal nos campos, a qual dedicaram à memória do Almirante Edward Vernon e da sua conquista de Portobelo, Panamá, aos espanhóis, em 1739. O monumento está classificado com o Grau II.
A família vendeu a propriedade às freiras da Ordem de São José, em 1955, para uso como convento.
Entre 1986 e 1999, o palácio foi ocupado pela Tarmac Plc como sede da empresa. Actualmente, acolhe um Centro de Escritórios e Negócios Comercial.

## História
Sir John Swinnerton construiu Hilton Hall, ou Hilton Manor House como foi inicialmente conhecido, no início do século XIV. O solar manteve-se como residência da família Swinnerton durante dois séculos, até que uma filha da família, Margaret Swinnerton, herdou o palácio e, em 1547, casou com Henry Vernon, um descendente de Richard De Vernon, o qual tinha chegado da Normandia com Guilherme o Conquistador, em 1066. A partir de então, a propriedade permaneceu na família Vernon por quatrocentos anos, em linha directa através de doze gerações daquela família.
No século XVI, existiam vários ramos da família Vernon entre os gentry (membros da baixa nobreza) da Inglaterra, sendo um dos seus membroso Almirante Edward Vernon, que, em 1739, capturou a fortaleza espanhola de Portobelo com apenas seis navios, tornando-se merecidamente famoso por toda a Europa. A Torre de Portobelo, que se ergue numa colina frente ao palácio, foi edificada em honra do almirante. O mais duradouro legado do Almirante Vernon, que foi alcunhado de "Old Grog" devido ao manto de barco que usava habitualmente e que era feito duma seda rude chamada grogram, está relacionado com a sua ordem que proibia o consumo de bebidas nas suas companhias de navegação. Numa tentativa de conter os hábitos alcoólicos e os comportamentos com eles relacionados, ordenou que as duas rações de meio litro de rum ou brandy servidas diariamente fossem misturadas com água. A ordem foi muito impopular entre os marinheiros da época, que, em sua honra, nomearam a bebida diluida daí resultante como "Grog".
Entre outros residentes interessantes de Hilton Hall, inclui-se Richard Vernon (1726-1800), um criador e treinador de cavalos, além dum bem sucedido cavalheiro jockey. Foi um fundaor do Jockey Club e ficou conhecido pelos seus contemporêneos como "Pai da Turfa". Diomed, um dos cavalos que Richard criou e treinou na propriedade, tornou-se no vencedor histórico do primeiro Derby de sempre, em 1780.
No século XVIII, os Vernon moviam-se nos mais altos círculos. Henry Vernon (1748-1814), com a idade de 13 anos, foi um pagem na Coroação de Jorge III. Duas das suas irmãs casaram com nobres - Anne com Lorde Berwick e Henrietta com o Conde de Grosvenor - enquanto uma terceira, Caroline, se tornou favorita na Corte Real depois de ser nomeada Dama de Honra da Rainha Carlota, em 1768.
No entanto, a família não passou sem os seus escândalos, tendo-se Henrietta, agora Lady Grosvenor, tornado no centro das conversas da Corte, em 1770, quando começaram a circular, descontroladamente, pela sociedade de Londres, histórias sobre a sua associação com o Duque de Cumberland, o filho mais novo do Rei Jorge III.
Lucy Vernon, que, ao contrário das suas irmãs Ann, Henrietta e Caroline, não gozava de boa saúde e não as seguiu na sociedade, foi, no entanto, imortalizada na pintura "The Sempstress", por Romney, antes da sua morte, aos 28 anos de idade.
Ao longo da sua história, sucessivos descendantes de John Swinnerton ampliaram e melhoraram o palácio. O edifício alcançou a sua forma actual pouco depois de 1829, quando o Major-General Henry Vernon, que combateu ao lado do Duque de Wellington, embarcou na reconstrução do palácio. As suas irmãs deixaram-lhe somas consideráveis de dinheiro com esse propósito: 35.000 libras por Henrietta, a célebre Lady Grosvenor, e 7.000 libras por Caroline, a Dama de Honra da Rainha Carlota. É irónico que o imponente Hilton Hall, com a sua dominante ancestralidade masculina, nove dos quais receberam o nome Henry, exista pelo legado das suas duas filhas. É certo que aquelas duas irmãs sentiriam prazer em saber que a sua casa ancestral ainda floresce nos jardins e na elegante envolvência de que tanto gostavam.